# Órdenes ejecutivas
Órdenes ejecutivas (nombre original en inglés Executive Orders) es una novela de suspenso política y militar de Tom Clancy. Fue publicada en 1996.

## Resumen del libro
En el libro anterior (Deuda de Honor), Jack Ryan toma juramento como presidente de los Estados Unidos minutos después de haber sido designado como vicepresidente. Con la mayoría del Congreso, el Estado Mayor Conjunto y gran parte de la Oficina Ejecutiva del presidente, la Corte Suprema y todos excepto dos miembros del gabinete muertos en un atentado terrorista, Ryan queda virtualmente solo como representante del gobierno de los Estados Unidos. La novela relata como Ryan atraviesa varias crisis, que van desde políticas domésticas e internacionales, a la reconstitución del congreso y del senado, un reclamo de la legitimidad de su presidencia presentada por el exvicepresidente Ed Kealty, y una guerra que nace en el Medio Oriente. Adicionalmente, dos ultra-nacionalistas de un grupo llamado los Montañeses deciden asesinar a Ryan, preparando para eso un camión mezclador de cemento, el cual llenaron con una mezcla explosiva.
Cuando el presidente de Irak (en el momento de la publicación, el presidente era Saddam Hussein, pero el libro no menciona su nombre) es asesinado por un iraní miembro de su propio cuerpo de seguridad, el líder de Irán, el Ayatollah Mahmoud Haji Daryaei, decide tomar ventaja del vacío de poder e invade Irak, uniendo ambos países en lo que se llamó la Unión de Repúblicas Islámicas (RIU).
Con la asistencia de la India y de la República Popular de China, la RIU planea transformarse en una super-potencia mediante la conquista de Arabia Saudita. Luego de una serie de atentados terroristas patrocinados por Irán para neutralizar a los Estados Unidos, incluyendo un intento de secuestro contra la hija menor de Ryan, Katie, y un ataque bio-terrorista utilizando una variante del virus del Ébola desarrollada en un laboratorio iraní, la RIU inicia una guerra en contra de las fuerzas saudíes, kuwaitíes y las pocas unidades militares estadounidenses no infectadas por el virus que se encontraban en la región. Ryan impone una orden ejecutiva que prohíbe el tránsito interestatal en Estados Unidos, cierra las escuelas y los comercios para reducir la propagación del Ébola en la población norteamericana. Igualmente, países extranjeros colocan a los ciudadanos estadounidenses en albergues de cuarentena, incluyendo las bases militares en el exterior. El ataque bio-terrorista no logró el impacto que deseaban los iraníes por un hecho ya conocido por los virólogos: los brotes de Ébola liquidan rápidamente a un pequeño grupo de personas, pero luego deja de propagarse pues se queda sin víctimas que lo propaguen; otros virus que no matan tan rápido logran que las personas infectadas los dispersen y extiendan la epidemia.
También Ryan ordena la ley marcial en el país, lo cual le impide a los anarquistas completar su viaje a Washington D. C.. Durante un chequeo policial de rutina, uno de los montañeses entra en pánico, lo cual atrae la atención de los policías hacia el camión, el cual despedía un fuerte olor a diésel y amoníaco.
En cuestión de días, las fuerzas combinadas de Kuwait, Arabia Saudita y los Estados Unidos, comienzan a derrotar a las fuerzas de la RIU que estaban ya próximas de tomar control de la capital saudí Riad, hasta el punto que logran destruir a las seis divisiones de la RIU que habían logrado penetrar Arabia. Eventualmente, los países aliados logran ganar la guerra.
Al mismo tiempo, el presidente Ryan llama a Domingo (Ding) Chavez y a John Clark para que ejecuten una misión secreta. Luego de realizar una labor de inteligencia con el equipo de la embajada de Rusia en Teherán, instalan un dispositivo de guía láser hacia el complejo donde habita Daryaei, permitiendo así que aviones de bombardeo F-117 Nighthawk lanzaran dos bombas inteligentes para asesinar al líder iraní. Simultáneamente, durante una conferencia de prensa televisada en vivo, Ryan muestra a los televidentes el video en vivo producido por una cámara que Ding y Clark instalaron, mostrando así el asesinato del líder iraní por parte del ejército estadounidense. Irónicamente, los Estados Unidos asesinan a Daryaei poco después de descubrir un complot de asesinato contra Ryan, en el cual un agente del Servicio Secreto, quien en realidad era un agente iraní, iba a realizar la ejecución.
Luego, durante la misma conferencia de prensa, Ryan amenaza con lanzar una bomba nuclear de pequeña escala en contra de las instalaciones bio-terroristas iraníes, las cuales estaban ya plenamente ubicadas, a menos que el gobierno iraní entregara vivos a los responsables del desarrollo del ataque con Ébola.

## Nombre del libro
El libro se llama Órdenes ejecutivas porque el presidente Ryan gobierna mediante órdenes ejecutivas, cuando lo usual es que se trabaje con el Congreso de los Estados Unidos para pasar legislación. Esto se da porque casi todo el congreso, así como la suprema corte y casi todo el gabinete murió en la acción terrorista que llevó a Ryan a la presidencia. En particular, y actuando bajo el consejo de su esposa, la Dra. Cathy Ryan, Ryan restringe el tránsito interestatal mediante una orden ejecutiva.
- Datos: Q814169